# Гермаківський Іван Михайлович
Іва́н Миха́йлович Гермакі́вський (14 вересня 1931, Кізя-Кудринецька, нині Кам'янець-Подільського району Хмельницької області — 2 березня 2006, Тернопіль, похований на Мельнице-Подільському кладовищі) — український журналіст, письменник, фольклорист.

## Життєпис
Іван Гермаківський народився 14 вересня 1931 року на Поділлі в селянській сім'ї. Закінчив Чернівецький університет. Викладав українську мову і літературу та німецьку мову в Мельнице-Подільській середній школі. Згодом працював редактором районної газети, заступником і редактором Тернопільського обласного часопису «Вільне життя», власним кореспондентом «Сельской жизни».
Зі студентських літ захопився народною творчістю, сільськими звичаями і обрядами. Спільно зі своїми вихованцями — учнями середньої школи — зібрав понад тисячу народних пісень, прислів'їв і приповідок, частину з яких було опубліковано в журналах «Народна творчість та етнографія» і «Жовтень».
Працював у редакції Обласної Книги Пам'яті. Автор численних публікацій у періодиці, збірок нарисів та романів.
Член Спілки журналістів України.

## Публікації
- Гермаківський І. М. Бджоли носять пергу: Нотатки журналіста. — Львів: Каменяр, 1973. — 48 с.
- Гермаківський І. М. Гонам зеленіти. — Львів: Каменяр, 1984. — 43 с.
- Гермаківський І. М. Дружби глибоке коріння: Нариси. — Львів: Каменяр; Софія: Народна младеж, 1982. — 47 с.
- Гермаківський І. М. На чатах волі: Безпретензійні штрихи з життя й боротьби підпільників і воїнів ОУН — УПА. — Тернопіль: Джура, 2001. — 192 с.
- Гермаківський І. М. Нам перелоги орать. — Тернопіль: Лілея, 2002. — Кн. 2. — 242 с.
- Гермаківський І. М. Непокора: Док. повісті. — Тернопіль: Збруч, 1997. — 242 с.
- Гермаківський І. М. Супротивні вітри, що навіяли Помаранчеву революцію: Політичний роман-дилогія. Кн. 1. — Тернопіль: Лілея, 2005. — 184 с.
- Гермаківський І. М. Хрест над колискою: Роман-трилогія. — Тернопіль: Збруч, 1995.
- Кн. 1. Віхолою розметані. — 1995. — 260 с.
- Кн. 2: У пазурах білої смерті. — 1995. — 254 с.
- Кн. 3: І ніколи не загине. — 1996. — 248 с.
- Кн. 4: Колотнеча. — 1998. — 196 с.
- Гермаківський І. Шипуни: Роман-трилогія. — Тернопіль: Лілея, 2003.
  - Кн. 1: Предтеча. — 2003. — 224 с.
  - Кн. 2: У полисках зорі. — 2003. — 199 с.
  - Кн. 3: Повернення неблудного. — 2004. — 207 с.
- Гермаківський І. Ярилове чересло: Штрихи до портрета сучасного українського фермера. — Тернопіль: Горлиця, 2001. — 152 с.
- Гермаківський І. Вони із полум'я війни: Уривок з док. повісті // Свобода. — 1997. — 19 серп.
- Гермаківський І. Зрада: Повість // Тернопільська газета. — 1997. — 23 жовт., 6 листоп., 26 груд.; 1998. — 5 лют. З продовжина
- Гермаківський І. Виселяли з Торського в Сибір…: [Про сім'ю Юрчишин, Білик та ін. сім'ї, репресовані й вивезені в Сибір у 40-х роках] // Вільне життя. — 1996. — 16 січ., фотогр.
- Гермаківський І. Таємниці зеленого царства: [Розп. про ген. директора держ. об'єднання «Тернопільліс» М. Зубанюка] // Тернопілля'95: Регіон. річник. — Тернопіль, 1995. — С. 200 — 206.
- Гермаківський І. «У моєму серці ятріли і біль, і тривога» / Розм. зап. В. Проник // Західна Україна. — 1996. — 17 — 23 лют.
- Гермаківський І. «Ця тема народилася на зорі юності» / Розм. зап. Є. Зозуляк // Вільне життя. — 1995. — 5 груд.